# 에노우라역
에노우라역(일본어: 江の浦駅)은 일본 후쿠오카현 미야마시에 위치한 서일본 철도 덴진오무타 선의 역이다. 역 번호는 T43이다.

## 역사
- 1938년 10월 1일: 영업 개시.
- 1976년: 역사 개축.
- 2008년 5월 18일: IC카드 nimoca 사용 개시.
- 2014년 3월 22일: 역 창구 영업 시간 변경.
- 2017년 2월 1일: 역 번호 도입.

## 역 구조
섬식 승강장 1면 2선의 구조로 역사 동쪽에 보수용 차량 측선 1선을 갖는 지상역이다. 니시테쓰 스테이션 서비스가 역 업무를 하는 업무위탁역으로 낮의 일부 시간대는 역무원이 부재한다. 역사의 입구에는 작은 자판기 코너가 있다.

## 역 주변
- 미야마 시립 에노우라 초등학교
- 국도 제208호선
- 에노우라 우체국
- 아리아케카이 연안 도로 다카타 나들목

## 인접역
| 서일본 철도 ■ 덴진오무타 선                       | 서일본 철도 ■ 덴진오무타 선 | 서일본 철도 ■ 덴진오무타 선 |
| ------------------------------------------------- | --------------------------- | --------------------------- |
| T42 니시테쓰나카시마 니시테쓰 후쿠오카(덴진) 방면 | ■ 보통                      | 히라키 T44 오무타 방면      |